# 海上夫人
海上夫人（挪威語：Fruen fra havet）是挪威剧作家易卜生1888年写的一出剧本。

## 情节简介
爱梨达·房格尔是灯塔管理员的女儿，比她大很多的房格尔大夫的续弦妻子。方格尔大夫有两个不比爱梨达小多少的女儿，博列得和希尔达。他们结婚多年之后，方格尔大夫发现他的妻子变得越来越紧张、焦虑。由于担心她的心理疾病，他找来了阿恩霍姆先生，艾梨达以前的朋友，希望他们的谈话能够帮助艾梨达。
艾梨达有一个秘密。她在少女时代曾偶然认识一个陌生的海员庄士顿。有一次庄士顿约她到海角相会，告诉她他杀死了船长，不得不远走高飞。他们交换了戒指，表示订婚。后来庄士顿果然又来找艾梨达了，并且对她说绝不强迫她，走与不走由她自己作主。艾梨达说出了心里话，她向往一个“未知的世界”，像大海一样自由的世界。房格尔当即表示，愿意当场取消婚姻关系，艾梨达可以“自由选择”，不受任何约束，还要自己负责任。艾梨达非常激动，“这么一来，局面就完全改变了”。她重新宣布，“未来的世界”再也不能吸引她了，她再也不想跟庄士顿走了。她自由了，觉得房格尔是那么可爱，愿意和他永远生活在一起。

## 人物列表
- 房格尔，医生。
- 艾梨达，房格尔的续弦妻子。
- 博列特，房格尔的大女儿。
- 希尔达，房格尔的二女儿，后来在《建筑大师》中也有出场。
- 阿恩霍姆，艾梨达的老朋友。
- 凌格斯川，患有胸部疾病的年轻雕刻家。
- 巴列斯泰，干很多事，比如导游、演奏人员等等。
- 陌生人（庄仕顿），海员，曾经和艾梨达相好，杀死船长之后逃跑，十年之后又来寻找艾梨达。

1905 年对《海上夫人》的布景设计
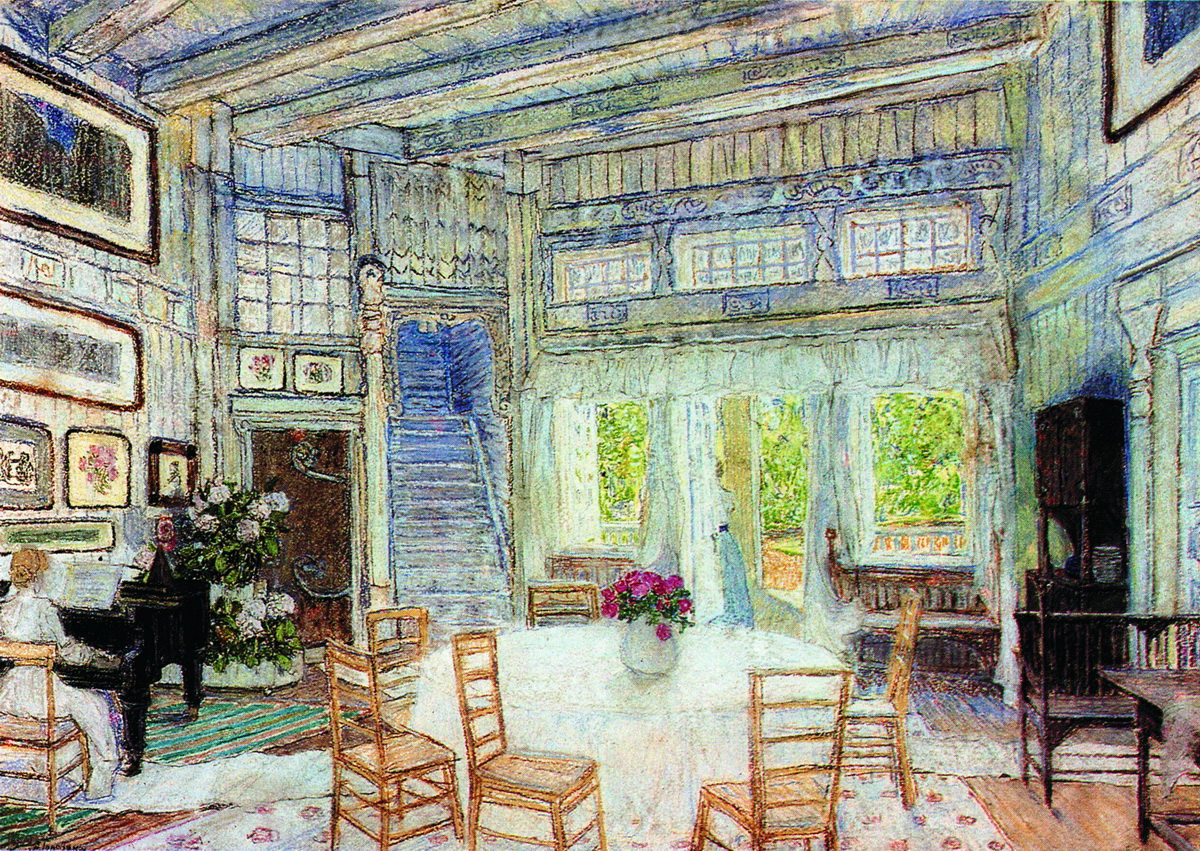
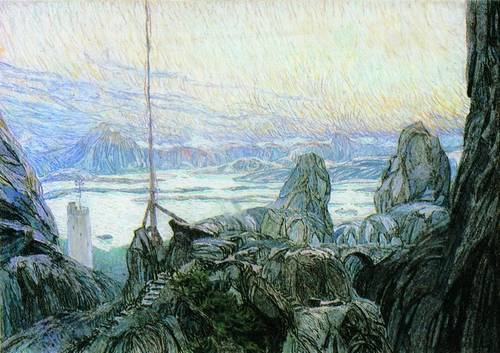